# Jean Prouff

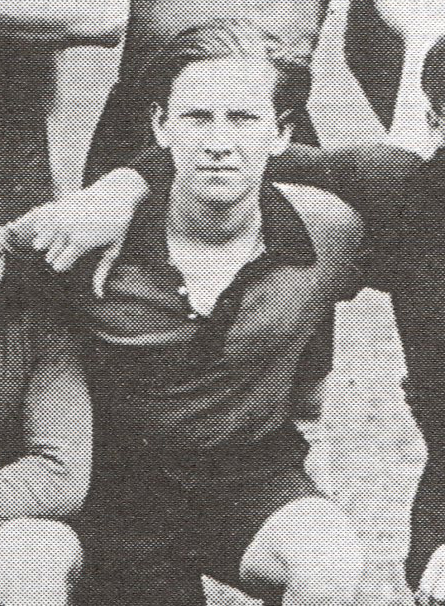
Prouff em 1935, quando ainda defendia as categorias de base do Rennes.

Jean Prouff (Peillac, 12 de setembro de 1919 –– Peillac, 12 de fevereiro de 2008) foi um futebolista e treinador francês que atuava como meio-campo.
Nascido na região da Bretanha, Prouff representou - com sucesso - o Rennes e Stade de Reims. No primeiro, o qual defendeu antes e depois da Segunda Guerra Mundial, se tornou um dos maiores jogadores da história do mesmo, sendo lembrado constantemente pelos torcedores nas partidas com bandeiras com seu rosto desenhado. Com este também teve suas primeiras oportunidades na seleção francesa, a qual chegou em 1946 e disputou dezessete partidas (três disputadas com a faixa de capitão) até 1949, ano em que disputou sua última partida, já atuando pelo Reims. Apesar do sucesso no Rennes, onde disputou 198 partidas e marcou 45 gols, nunca conquistou um título como jogador atuando pelo mesmo; seu único título viera atuando pelo Reims, quando conquistou o campeonato francês na temporada 1948/49, sua primeira no clube.
"Monsieur Jean", como ficou conhecido durante a carreira de jogador, também se tornou ídolo no Rennes como treinador (tendo, inclusive, sido eleito o maior treinador da história do clube no século XX), onde conquistou seus primeiros títulos pelo mesmo: a Copa da França nas temporadas 1964/65 (com vitória sobre o Sedan por 3 x 1 na partida replay após empate em 2 x 2 na primeira partida)  e 1970/71 (com vitória por 1 x 0 sobre o Lyon), as duas únicas conquistadas pelo clube e a Supercopa da França em 1971, tendo este sido dividido com o Marseille, após empate em 2 x 2. Este ano também lhe rendeu o prêmio de treinador do ano pela conceituada revista francesa France Football. Teve ainda uma passagem de sucesso no futebol belga treinando o Standard de Liège, onde conseguiu em sua primeira temporada, a de 1961/62, alcançar as semifinais da Copa dos Campeões[carece de fontes?] (sendo eliminado após duas derrotas por 4 x 0 fora e 2 x 0[carece de fontes?] em casa para o Real Madrid de Alfredo Di Stéfano e Ferenc Puskás), o melhor resultado obtido pelo Standard no torneio, e conquistar o campeonato belga em sua segunda temporada, a de 1962/63. Ainda chegou a ter uma rápida passagem por seleções em 1960, treinando a Polônia nos Jogos Olímpicos do mesmo ano (elimado na fase de grupos apesar de uma vitória por 6 x 1 contra a Tunísia na primeira rodada) e Gabão.
Quando Prouff morreu, em 2008, aos 88 anos, o presidente do Rennes, Frédéric de Saint-Sernin, disse: "O SRFC tem mais de 100 anos, mas poucos homens deixaram a sua marca no clube como Jean Prouff. Onde quer que ele fosse, era apreciado como um verdadeiro profissional e um grande adepto do futebol".